# Хитрый
Хи́трый — остров архипелага Северная Земля. Административно относится к Таймырскому Долгано-Ненецкому району Красноярского края.

## Расположение
Расположен в центральной части архипелага в 8,5 километрах от южного побережья острова Октябрьской Революции в месте выхода к морю ледника Университетского. Северо-западнее Хитрого лежат другие малые острова архипелага — Свердлова, Незаметный и Хлебный, а чуть менее 4 километров к югу — остров Корга.

## Описание
Остров имеет неровную вытянутую с запада на восток изогнутую форму длиной около 800 метров и шириной от 50 до 200 метров. Свободен ото льда, существенных возвышенностей на острове нет. Глубина моря у берегов Хитрого резко увеличивается и уже в километре от него достигает 100 метров.